# Людвіг II (граф Тюрингії)
Лю́двіг II Стрибу́н (нім. Ludwig der Springer, 1042/1065 — 6/8 травня 1123) — 2-й граф Тюрингії в 1080—1123 роках.

## Життєпис
Походив з франконського знатного роду Людовінгів. Син Людвіга I, графа Тюрингії, та Цецилії фон Занґергаузен. Народився, за більшістю джерел, у 1042 році, втім низка дослідників висловлюють в цьому сумнів й вважають, що це сталося пізніше — між 1060 і 1065 роками. Хрещений в церкві Альтенбергену (поблизу Готи).
У 1080 році після смерті батька успадкував графство Тюринзьке. Можливо, став засновником замку Вартбург, що швидко перетворилося в значний центр графства. Згодом вступив у суперечку за володіння біля річки Заале з саксонським пфальцграфом Фрідріхом III фон Гозеком. Останнього у 1085 році було вбито. В цьому звинуватили Людвіга II, якого за наказом імператора було запроторено до замку Ґібігенштайн. Тут Людвіг II провів три роки.
Зрештою йому вдалося врятуватися, стрибнувши з башти замку в річку Заале. Потім зі слугами повернувся до своїх володінь. За легендою саме за це отримав своє прізвисько «Стрибун». В спокуту за свої дії наказав звести церкву в Зандергаузені та монастир Райнгардсбрунн. 1088 року оженився з удовою Фрідріха III.
Втім на думку інших дослідників його прізвисько є перекрученим варіантом назви Салічної династії в латинському написанні. А перебування в ув'язненні пов'язано з протистоянням з імператорами Генріхом IV і Генріхом V, оскільки Людвіг II підтримував партію папи римського у боротьбі за інвеституру.
У 1100 році разом з братом Берінгером фундував бенедиктинський монастир Шенрайн. Помер у 1023 році. Йому спадкував син Людвіг III.

## Родина
Дружина — Адельгейда фон Штаде.
Діти:
- Герман (д/н—1114)
- Людвіг (д/н—1140), ландграф Тюрингії
- Удо (1090—1048), єпископ Наумбургу
- Генріх Распе (1095—1130), граф Гуденсберг
- Кунігунда
- Цецилія (д/н—1141), дружина графа Герлаха I фон Велденц
- Адельгейда, дружина Ульріха II фон Веймара, маркграфа Істрії і Крайни
- Конрад (д/н—1100)